# Legal (álbum)
Legal es el cuarto álbum de estudio de la cantautora brasileña Gal Costa, lanzado en 1970. Legal tiene varias influencias Música psicodélicas, blues y R&B. El álbum vuelve a un estilo accesible después de la experimentación del previo álbum homónimo de Gal Costa, en 1969.
El diseño de la portada del álbum está diseñado por el artista brasileño Hélio Oiticica.

## Listado de canciones
| N.º   | Título                                       | Duración |  |
| 1.    | «Eu Sou Terrivel» (Carlos)                   | 2:32     |  |
| 2.    | «Lingua do P» (Gil)                          | 3:42     |  |
| 3.    | «Love, Try and Die» (Costa/Lanny/Marcalex)   | 2:25     |  |
| 4.    | «Mini-Misterio» (Gil)                        | 4:19     |  |
| 5.    | «Acaua» (Dantos)                             | 2:50     |  |
| 6.    | «Hotel das Estrelas» (Duda/Macale)           | 4:25     |  |
| 7.    | «Deixa Sangrar» (Veloso)                     | 2:55     |  |
| 8.    | «The Archaic Loney Star Blues» (Duda/Macale) | 3:06     |  |
| 9.    | «Londos, London» (Veloso)                    | 4:04     |  |
| 10.   | «Falsa Baiana» (Pereira)                     | 2:12     |  |
| 33:02 |                                              |          |  |

## Personal
- Gal Costa - Escritora, vocales y viola
- Claudio - Bajo

## Miscelánea
«Legal» significa «agradable» (o «interesante») y es una analogía con el nombre de la cantante, Gal.